# Prosynthetoceras
Genre
Prosynthetoceras est un genre fossile de mammifères placentaires artiodactyles, de la famille des Protocératidés. On ne connaît trois espèces, dont l'espèce type est Prosynthetoceras texanus. Ils ont vécu en Amérique du Nord au cours du Miocène, il y a entre 20,6 et 13,6 millions d'années.

## Description
Prosynthetoceras était un artiodactyle assez semblable à un cervidé ou aux Antilocapridae bien qu'apparenté à la famille des Camelidae. Il  portait une paire de cornes appelées ossicones sur les orbites et une corne fendue en forme de « Y » sur le rostre. Il possédait des pattes relativement courtes, avec quatre doigts fonctionnels sur la patte antérieure et deux sur les pattes postérieures.

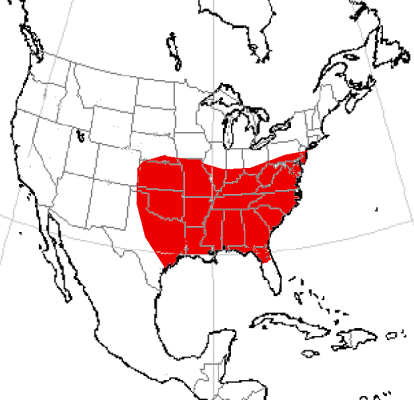
Carte de la répartition supposée de Prosynthetoceras.

Les « cornes » de Prosynthetoceras (comme chez tous les Synthetoceratidae) sont en réalité les parties élargies des os maxillaires et frontaux du crâne, transformées en protubérances cornéennes. Contrairement aux vraies cornes, recouvertes de gaines kératiniques, les ossicônes de Prosynthetoceras et d'autres membres de cette famille étaient recouverts d'une peau épaisse. Ces structures sont fortement texturées et parcourues de sillons vasculaires qui servaient de passage aux vaisseaux sanguins que l'on retrouve de nos jours cela chez les girafes et les okapis.

## Répartition
Prosynthetoceras vivait en Amérique du Nord dans le Sud et l'Est des États-Unis. Ses fossiles ont été retrouvés dans les États de la Floride, au Texas, en Louisiane, dans le Nebraska et dans le New Jersey,. Ils vivaient dans un environnement de savane.

## Liste des espèces
Selon Paleobiology Database (14 août 2025) :
- Prosynthetoceras francini Frick, 1937
- Prosynthetoceras orthrionanus Albright, 1999
- Prosynthetoceras texanus Hay, 1924